# قطعنامه ۸۹۳ شورای امنیت
قطعنامه ۸۹۳ شورای امنیت سازمان ملل متحد که در تاریخ ۰۶ ژانویه ۱۹۹۴ تصویب شد، سندی بین‌المللی دربارهٔ رواندا است. این قطعنامه طی نشست ۳۳۲۶ام با ۱۵ رای موافق، ۰ مخالف و ۰ ممتنع تصویب شد.